# Elizabeth Beisel
Elizabeth Beisel (Saunderstown, 18 agosto 1992) è un'ex nuotatrice statunitense, vincitrice della medaglia d'oro nei 400 m misti ai Mondiali di Shanghai 2011.

## Palmarès
- Olimpiadi

Londra 2012: argento nei 400m misti e bronzo nei 200m dorso.
- Mondiali

Roma 2009: bronzo nei 200m dorso.
Shanghai 2011: oro nei 400m misti.
Barcellona 2013: bronzo nei 400m misti.
- Giochi PanPacifici

Irvine 2010: oro nei 200m dorso e nei 400m misti.
Gold Coast 2014: oro nei 400m misti e bronzo nei 200m dorso.